# Danila Semerikov
Danila Mijáilovich Semerikov –en ruso, Данила Михайлович Семериков– (Sarátov, 19 de octubre de 1994) es un deportista ruso que compite en patinaje de velocidad sobre hielo.
Ganó cuatro medallas en el Campeonato Mundial de Patinaje de Velocidad sobre Hielo en Distancia Individual entre los años 2019 y 2021, y tres medallas en el Campeonato Europeo de Patinaje de Velocidad sobre Hielo en Distancia Individual, en los años 2018 y 2020.

## Palmarés internacional
| Campeonato Mundial en Distancia Individual | Campeonato Mundial en Distancia Individual | Campeonato Mundial en Distancia Individual | Campeonato Mundial en Distancia Individual |
| Año                                        | Lugar                                      | Medalla                                    | Prueba                                     |
| ------------------------------------------ | ------------------------------------------ | ------------------------------------------ | ------------------------------------------ |
| 2019                                       | Inzell (Alemania)                          | Medalla de bronce                          | 10 000 m                                   |
| 2019                                       | Inzell (Alemania)                          | Medalla de bronce                          | Persecución por equipos                    |
| 2020                                       | Salt Lake City (Estados Unidos)            | Medalla de bronce                          | Persecución por equipos                    |
| 2021                                       | Heerenveen (Países Bajos)                  | Medalla de bronce                          | Persecución por equipos                    |
| Campeonato Europeo en Distancia Individual |                                            |                                            |                                            |
| Año                                        | Lugar                                      | Medalla                                    | Prueba                                     |
| 2018                                       | Kolomna (Rusia)                            | Medalla de plata                           | Persecución por equipos                    |
| 2020                                       | Heerenveen (Países Bajos)                  | Medalla de plata                           | Persecución por equipos                    |
| 2020                                       | Heerenveen (Países Bajos)                  | Medalla de bronce                          | Salida en grupo                            |